# 托马斯·西普里亚诺·德·莫斯克拉
托马斯·西普里亚诺·德·莫斯克拉（西班牙語：Tomás Cipriano de Mosquera；1798年9月26日—1878年10月7日）是哥倫比亞政治人物，曾三度擔任總統：1845年-1849年、1861年-1864年與1866年-1867年。